# 艾因阿比德

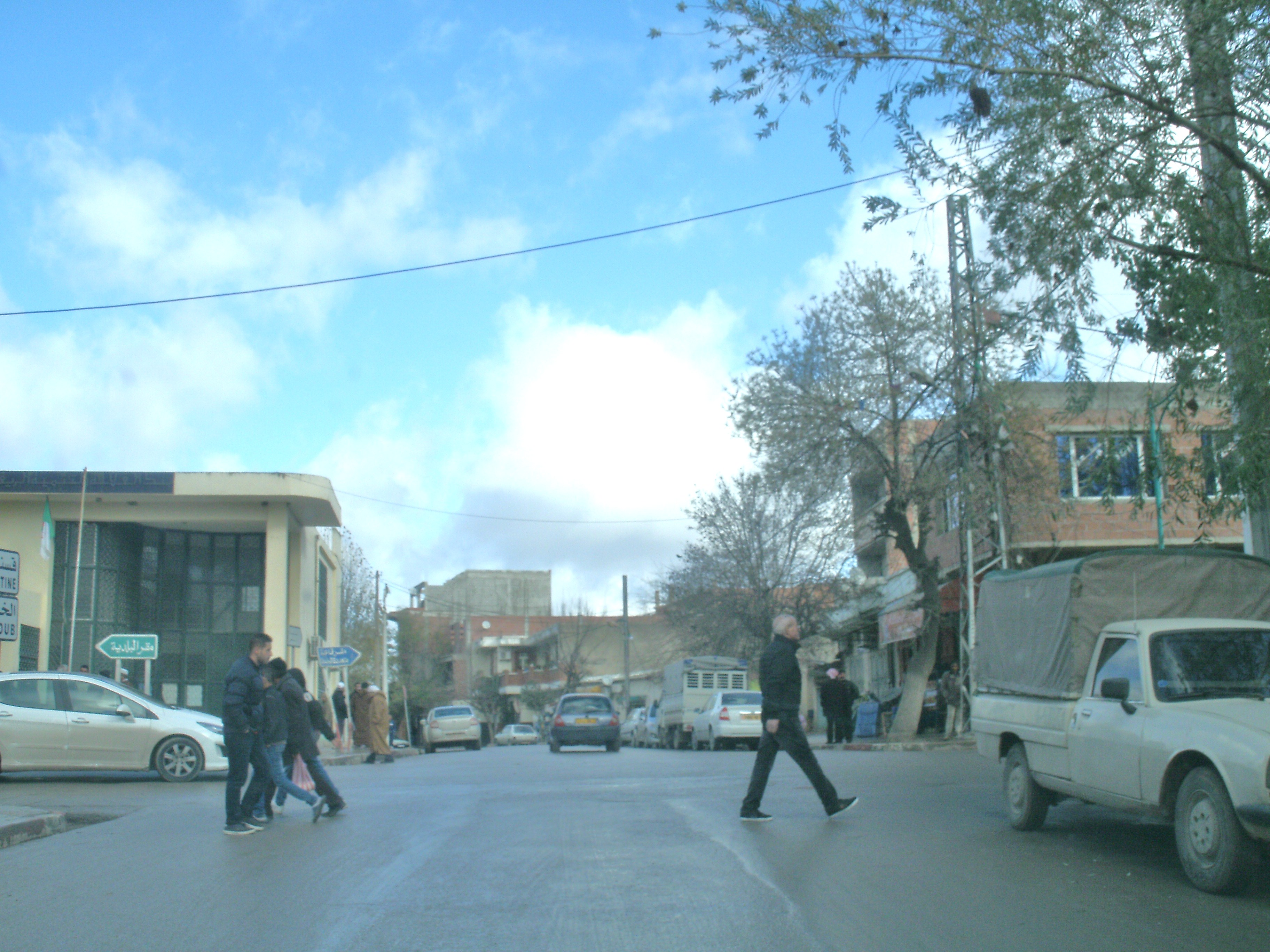

艾因阿比德（阿拉伯语：‎），是阿爾及利亞的城鎮，位於該國東北部，由君士坦丁省負責管轄，是艾因阿比德區的首府，面積324平方公里，2008年人口31,743人，人口密度每平方公里98人。